# Oh, Susanna!
Ne doit pas être confondu avec La Revanche des Sioux (en) (Oh! Susanna) du même réalisateur, sorti en 1951
Pour plus de détails, voir Fiche technique et Distribution.
Oh, Susanna! est un western américain réalisé par Joseph Kane sorti en 1936. Le titre vient de la chanson Oh! Susanna qui est interprétée plusieurs fois dans le film.

## Synopsis
Échappé de la prison de Santa Fe, le bandit Wolf Benson monte dans un train en cours de marche. À l'intérieur, il assomme le célèbre chanteur Gene Autry puis échange ses vêtements avec ceux de la star. Il jette Gene dans le talus par la fenêtre du train. Accompagné de ses amis Frog Millhouse et le professeur Ezekial Daniels, Autry se rend à Sage City pour avertir le shérif de l'agression dont il a été victime. Mais, avec les habits de Benson, Gene est pris pour le forban et est jeté en prison avec ses deux acolytes.
Tandis que Frog et le professeur sont libérés, Gene est condamné à être pendu le lendemain matin. Le professeur parvient à négocier auprès du juge de Sage City que Gene ait l'opportunité de prouver son identité en chantant devant des connaisseurs. Mais à cause d'un mauvais coup reçu lors de son arrestation, Autry a la voix déformée. Ses deux amis montent alors un coup pour le sauver : ils dérobent un appareil à musique qu'ils utilisent pour jouer une chanson de Gene tandis que ce dernier fait semblant de chanter devant l'audience qui est son jury. Le coup fonctionne et Gene est libéré, mais le shérif se rend très vite compte de la supercherie et prend les trois amis en chasse.
Pendant ce temps, le gangster Wolf Benson est arrivé à Mineral Springs où le train se rendait. Gene devait y retrouver de la famille qu'il n'a pas vu depuis 15 ans, dont son ami Jefferson Lee. Wolf continue à se faire passer pour Gene et, alors que Lee démasque l'imposture, il l'abat pour voler le contenu de son coffre-fort. Wolf s'enfuit et c'est à nouveau Gene qui écope pour lui puisqu'il est considéré comme l'auteur du meurtre de Lee.
Afin de retrouver son persécuteur, Gene se rend à Mineral Springs sous le nom de Tex Smith. Aidé de Frog, le professeur et Mary Ann Lee, la fille de Jefferson, il réussit à démasquer le hors-la-loi devant le shérif, ce qui rétablit l'ordre des choses.

## Fiche technique
- Titre : Oh, Susanna!
- Réalisateur : Joseph Kane
- Superviseur : Armand Schaefer
- Scénario : Oliver Drake
- Supervision du montage : Murray Seldeen
- Photographie : William Nobles
- Montage : Lester Orlebeck
- Supervision musicale : Harry Grey
- Chansons : Sam H. Stept, Oliver Drake, Gene Autry, Smiley Burnette
- Ingénieur du son : Terry Kellum
- Producteur : Nat Levine
- Société de production : Republic Pictures
- Société de distribution : Republic Pictures
- Format : Noir et blanc - 1.37:1 - 35 mm - Mono
- Pays de production :  États-Unis
- Langue : Anglais américain
- Genre : Western
- Lieux de tournage :  États-Unis :
  - Alabama Hills, Californie
- Durée : 54 minutes
- Date de sortie : 19 août 1936

## Distribution
- Gene Autry : Gene Autry / Tex Smith
- Smiley Burnette : Frog Millhouse
- Frances Grant : Mary Ann Lee
- Earle Hodgins : le Professeur Ezekial Daniels
- Donald Kirke : Flash Baldwin
- Boothe Howard : Wolf Benson
- Light Crust Doughboys : le groupe de musique
- Champion : Champion, le cheval de Gene Autry
- Clara Kimball Young : Tante Peggy Lee
- Ed Peil, Sr. : le shérif de Mineral Springs
- Frankie Marvin : le bandit Hank
- Carl Stockdale : Jefferson Lee
- Roscoe Gerall : le fermier furieux
- Roger Gray : le juge de Sage City
- Fred Burns (en) : le shérif Jones de Cottonwood
- Walter James : le shérif Briggs de Sage City

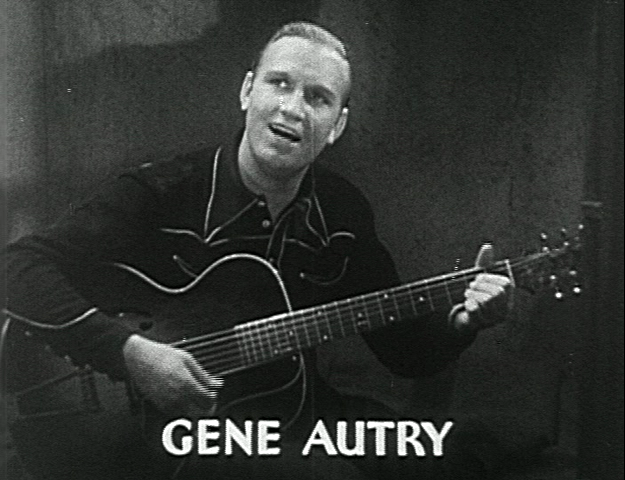
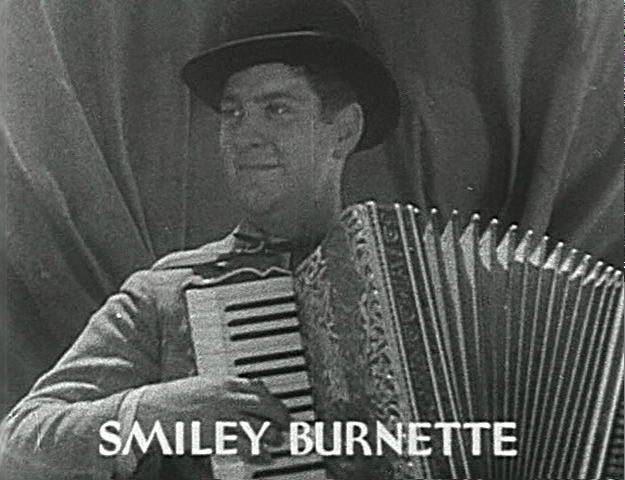
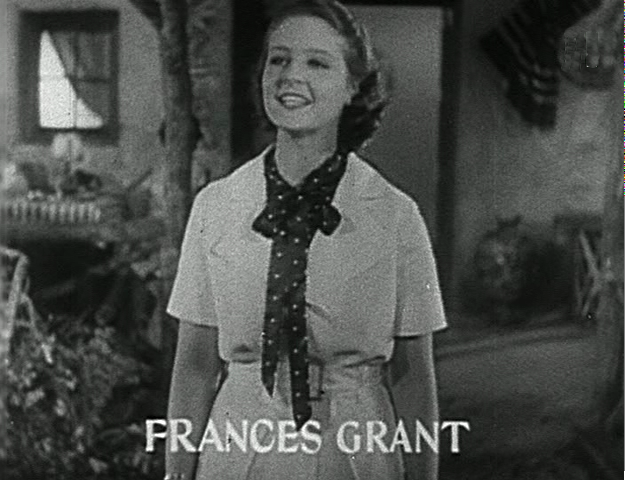
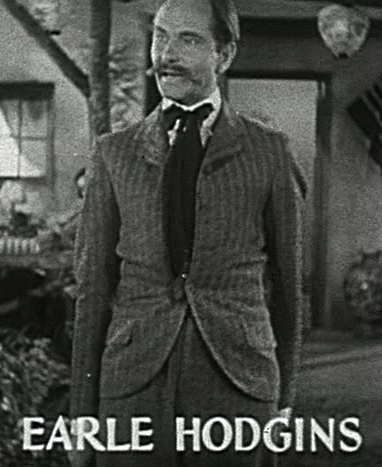
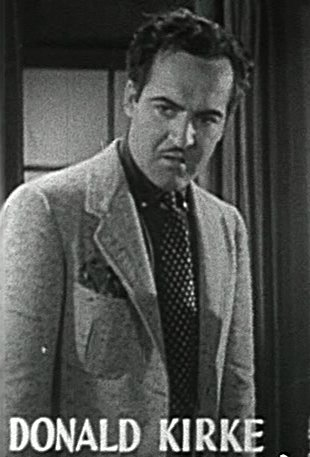
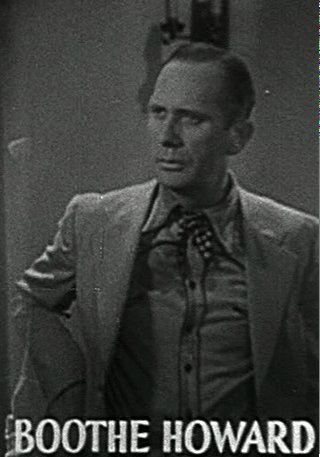
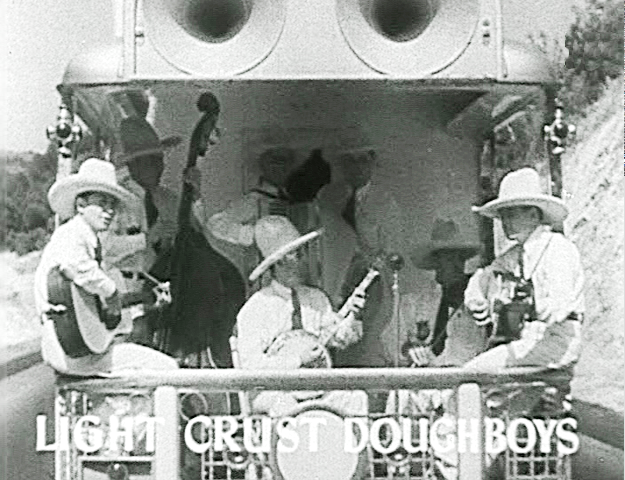
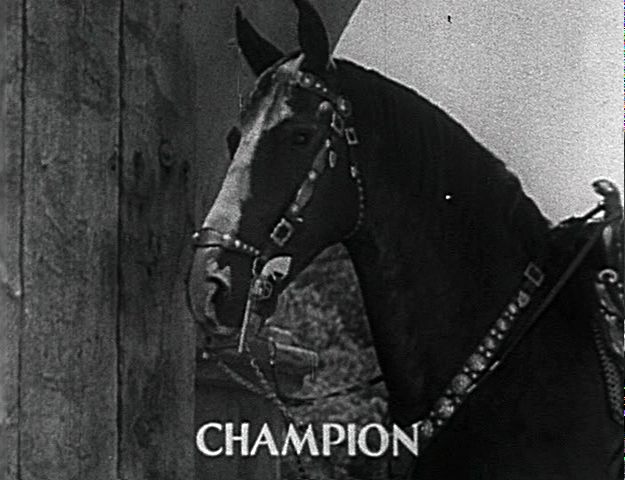

- Lew Meehan (en) : le bandit Pete
- Snowflake : le porteur du train